# Heathrow (Florida)
Heathrow és una concentració de població designada pel cens dels Estats Units a l'estat de Florida. Segons el cens del 2000 tenia 4.068 habitants.

## Demografia
Segons el cens del 2000, Heathrow tenia 4.068 habitants, 1.770 habitatges, i 1.258 famílies. La densitat de població era de 567 habitants/km².
Dels 1.770 habitatges en un 25,1% hi vivien nens de menys de 18 anys, en un 64,9% hi vivien parelles casades, en un 4,2% dones solteres, i en un 28,9% no eren unitats familiars. En el 23,5% dels habitatges hi vivien persones soles el 4,8% de les quals corresponia a persones de 65 anys o més que vivien soles. El nombre mitjà de persones vivint en cada habitatge era de 2,3 i el nombre mitjà de persones que vivien en cada família era de 2,72.
Per edats la població es repartia de la següent manera: un 19,9% tenia menys de 18 anys, un 3,7% entre 18 i 24, un 32,5% entre 25 i 44, un 31,8% de 45 a 60 i un 12,1% 65 anys o més.
L'edat mediana era de 41 anys. Per cada 100 dones de 18 o més anys hi havia 93 homes.
La renda mediana per habitatge era de 84.241 $ i la renda mediana per família de 107.479 $. Els homes tenien una renda mediana de 76.790 $ mentre que les dones 41.820 $. La renda per capita de la població era de 59.905 $. Entorn de l'1,4% de les famílies i el 2,1% de la població estaven per davall del llindar de pobresa.

## Poblacions més properes
El següent diagrama mostra les poblacions més properes.